# 27 декабря
27 декабря — 361-й день года (362-й в високосные годы) по григорианскому календарю.
До конца года остаётся 4 дня.
До 15 октября 1582 года — 27 декабря по юлианскому календарю, с 15 октября 1582 года — 27 декабря по григорианскому календарю.
В XX и XXI веках соответствует 14 декабря по юлианскому календарю.

## Праздники и памятные дни

### Профессиональные
- Россия, День спасателя.

### Религиозные
В католичестве и протестантстве
- День апостола и евангелиста Иоанна.

 В православной церкви
- Память мучеников Фирса, Левкия и Каллиника (249—251);
- память мучеников Филимона, Аполлония, Ариана и Феотиха (286—287)[3];
- память священномученика Николая Ковалёва, пресвитера (1937).

### Именины
- Фирс, Леонид, Геннадий, Иларион, Николай.

## События
См. также: Категория:События 27 декабря

### До XX века
- 537 — торжественно освящён Собор святой Софии в Константинополе.
- 1512 — Испанская корона издаёт Бургосские законы, регулируя поведение поселенцев в отношении коренных индейцев в новом мире.
- 1521 — Цвиккауские пророки прибыли в Виттенберг.
- 1594 — 19-летний Жан Шатель пытался убить короля Франции Генриха IV.
- 1655 — Северная война: завершилась осада Ясной Горы, шведы отступили.
- 1703 — заключён договор Метуэна между Англией и Португалией.
- 1831 — Чарльз Дарвин взошёл на борт корабля «Бигль», чтобы совершить путешествие, в ходе которого он сформулировал теорию эволюции.

### XX век
- 1918 — начало польского восстания в Германии.
- 1932 — введение единой паспортной системы в СССР, образование паспортно-визовой службы.
- 1935 — 33-летняя Регина Йонас стала первой в истории женщиной-раввином.
- 1938 — президент США Рузвельт объявляет начало Программы обучения гражданских пилотов и формирование Гражданского аэропатруля — вспомогательной гражданской организации ВВС США.
- 1939 — Советско-финляндская война: победой финской армии завершилось сражение при Келье.
- 1941
  - Издано Постановление ГКО № 1069сс[4] о мерах по выявлению среди бывших военнослужащих Красной Армии, находившихся в плену и в окружении, изменников Родины, шпионов и дезертиров. Постановление Предусматривало создание фильтрационных лагерей для бывших военнопленных при возвращении их в СССР.
  - Операция «Стрельба из лука».
  - Дмитрий Шостакович, находясь в Куйбышеве, закончил «Ленинградскую» симфонию № 7.
- 1942 — подписана Смоленская декларация (воззвание Русского освободительного комитета к советскому народу).
- 1945 — основаны Всемирный банк и Международный валютный фонд.
- 1949 — Нидерланды признали независимость Индонезии.
- 1953 — опубликован первый рассказ Станислава Лема из цикла «Звёздные дневники Ийона Тихого».
- 1968 — американский космический корабль «Аполлон-8» приводнился в Тихом океане.
- 1978 — в Испании вступила в силу новая конституция, ознаменовавшая конец диктатуры Франсиско Франко.
- 1979 — Афганская война: штурм дворца Амина в Кабуле, Афганистан.
- 1990 — в РСФСР создан Российский корпус спасателей (ныне — Министерство по делам гражданской обороны, чрезвычайным ситуациям и ликвидации последствий стихийных бедствий).
- 1991
  - В РСФСР приняли закон «О средствах массовой информации».
  - Всесоюзная ГТРК упразднена и преобразована в РГТРК «Останкино».
  - После отказа обоих двигателей самолёт MD-81 компании SAS совершил аварийную посадку неподалёку от Стокгольма, пострадали 92 человека.
- 1994 — в Москве около южного выхода ВДНХ взорвался рейсовый автобус.

### XXI век
- 2002 — Вторая чеченская война: взрыв у Дома Правительства Чечни, 71 погибший, более 600 пострадавших.
- 2004 — зафиксирован взрыв сверхновой звезды на расстоянии около 50 000 световых лет от Солнца.
- 2007 — в Серебряном Бору в Москве открыт Живописный мост.
- 2008 — началась антитеррористическая военная операция израильской армии «Литой свинец» против ХАМАС в Секторе Газа.
- 2010 — начало вещания детско-юношеского телеканала «Карусель».
- 2013 — Мария Лейерстам из Великобритании стала первым человеком, достигшим Южного полюса на велосипеде[5].
- 2019 — крушение самолёта вблизи города Алма-Ата. В результате погибли 12 человек, 49 пострадали.

## Родились

### До XIX века
- 1350 — Хуан I (ум. 1396), король Арагона (1387—1396).
- 1459 — Ян I Ольбрахт (ум. 1501), король Польши (1492—1501).
- 1566 — Ян Ессениус (ум. 1621), богемский врач, политик, философ.
- 1571 — Иоганн Кеплер (ум. 1630), немецкий математик и астроном, первооткрыватель законов движения планет.
- 1584 — Филипп Юлий (ум. 1625), герцог Вольгастский.
- 1717 — Пий VI (в миру Джананджело граф Браски; ум. 1799), папа римский (1775—1799).
- 1756 — Антонио Альдини (ум. 1826), итальянский министр во время наполеоновского владычества в Италии, граф.
- 1761 — Михаил Барклай де Толли (ум. 1818), российский полководец, герой Отечественной войны 1812 г.
- 1773 — сэр Джордж Кейли (ум. 1857), английский учёный и изобретатель.
- 1793 — Александр Гордон Ленг (убит в 1826), шотландский путешественник, исследователь Африки, первый европеец, достигший Тимбукту.

### XIX век
- 1817 — Николоз Бараташвили (ум. 1845), грузинский поэт-романтик, переводчик.
- 1818 — Афанасий Бычков (ум. 1899), русский историк, академик Петербургской Академии наук, член Государственного совета.
- 1822 — Луи Пастер (ум. 1895), французский химик и микробиолог, член Французской академии.
- 1823 — князь Юрий Голицын (ум. 1872), русский хоровой дирижёр и композитор.
- 1832 — Павел Третьяков (ум. 1898), российский предприниматель и меценат, основатель Третьяковской галереи.
- 1848 — Джованни Баттиста Пирелли (ум. 1932), итальянский инженер, предприниматель, политик, основатель компании Pirelli.
- 1860 — Карел Крамарж (ум. 1937), чешский политик, первый премьер-министр независимой Чехословакии (1918—1919).
- 1890 — Степан Калинин (ум. 1975), советский военачальник.
- 1892 — Аполлон Крузе (ум. 1967), советский военачальник.
- 1894 — Пол Костелло (ум. 1986), американский гребец, трёхкратный олимпийский чемпион по академической гребле.

### XX век
- 1901 — Марлен Дитрих (при рожд. Мария Магдалена Дитрих; ум. 1992), немецкая и американская актриса театра и кино, певица.
- 1908 — Василий Маргелов (ум. 1990), советский военачальник, Герой Советского Союза, реформатор ВДВ СССР.
- 1915
  - Уильям Мастерс (ум. 2001), американский гинеколог и сексолог.
  - Кирилл Флоренский (ум. 1982), советский геохимик и планетолог.
- 1918
  - Марк Максимов (наст. фамилия Липович; ум. 1986), советский поэт, драматург, публицист, переводчик, журналист.
  - Виталий Федорчук (ум. 2008), председатель КГБ СССР (в 1982), министр внутренних дел СССР (1982—1986), генерал армии.
- 1919 — Галина Макарова (ум. 1993), белорусская актриса театра и кино, народная артистка СССР.
- 1921 — Сергей Колосов (ум. 2012), кинорежиссёр, сценарист, народный артист СССР.
- 1923 — Лукас Мангопе (ум. 2018), южноафриканский политик.
- 1925 — Мишель Пикколи (ум. 2020), французский актёр театра и кино, сценарист, кинорежиссёр.
- 1929 — Ирина Бржевская (ум. 2019), эстрадная певица (сопрано), заслуженная артистка РСФСР.
- 1930 — Ламара Чкония (ум. 2024), грузинская камерная и оперная певица, педагог, народная артистка СССР.
- 1931 — Юрий Карачун (ум. 1997), советский и белорусский художник-график, искусствовед.
- 1934
  - Лариса Латынина, советская гимнастка, 9-кратная чемпионка мира и Олимпийских игр, 7-кратная чемпионка Европы.
  - Николай Сличенко (ум. 2021), актёр театра и кино, исполнитель цыганских песен, режиссёр театра «Ромэн», народный артист СССР.
  - Эйден Чемберс (ум. 2025), британский писатель, автор произведений для детей и юношества.
- 1935 — Джемма Фирсова (ум. 2012), советская и российская киноактриса и кинорежиссёр.
- 1939 — Эммануил Виторган, советский и российский актёр театра и кино, народный артист РФ.
- 1944 — Мик Джонс, британский гитарист, автор песен, продюсер, создатель и участник рок-группы «Foreigner».
- 1945 — Михаил Левитин, советский и российский театральный режиссёр, писатель, педагог, народный артист РФ.
- 1948 — Жерар Депардьё, французский актёр театра, кино и телевидения, лауреат премий «Золотой глобус», «Сезар» и др.
- 1950 — Роберто Беттега, итальянский футболист.
- 1952 — Дэвид Нопфлер, британский гитарист, певец, автор песен, клавишник, один из создателей рок-группы «Dire Straits».
- 1953 — Сергей Подгорный (ум. 2011) советский и украинский актёр.
- 1955 — Михаил Барщевский, российский адвокат, общественный деятель.
- 1962 — Йорг Рюпке[нем.], немецкий языковед и классический филолог (антиковед), академик.
- 1963 — Гаспар Ноэ, французский и аргентинский кинорежиссёр и сценарист.
- 1964 — Тереза Рэндл, американская актриса.
- 1966
  - Билл Голдберг, американский рестлер, чемпион WWE, комментатор MMA, актёр.
  - Ева Ларю, американская актриса.
- 1967 — Митзи Мартин, американская актриса и модель.
- 1971
  - Сергей Бодров (погиб в 2002), советский и российский киноактёр, кинорежиссёр, сценарист, телеведущий.
  - Гатри Гован, британский гитарист-виртуоз.
  - Брайан Смолински, американский хоккеист.
- 1972 — Неринга Абрутите, литовская поэтесса и переводчица.
- 1974 — Алёна Винницкая (наст. имя Ольга Винницкая), украинская певица, автор песен, бывшая солистка поп-группы «ВИА Гра».
- 1975 — Хезер О’Рурк (ум. 1988), американская актриса.
- 1981
  - Эмили де Рэвин, австралийская актриса.
  - Патрик Шарп, канадский хоккеист, олимпийский чемпион (2014), трёхкратный обладатель Кубка Стэнли.
- 1984 — Жиль Симон, французский теннисист, бывшая шестая ракетка мира.
- 1985
  - Телма Монтейру, португальская дзюдоистка, призёр Олимпийских игр, многократная чемпионка Европы.
  - Пол Штястны, американский хоккеист, призёр Олимпийских игр (2010).
- 1986 — Шелли-Энн Фрейзер-Прайс, ямайская бегунья, трёхкратная олимпийская чемпионка.
- 1987 — Элеанор Логан, американская спортсменка, трёхкратная олимпийская чемпионка по академической гребле в экипажах восьмёрок
- 1988 — Хейли Уильямс, вокалистка американской рок-группы Paramore.
- 1989 — Екатерина Лагно, украинская и российская шахматистка, гроссмейстер.
- 1990 — Милош Раонич, канадский теннисист, бывшая третья ракетка мира.
- 1992 — Ванесса Колодинская, белорусская спортсменка, чемпионка мира и Европы по вольной борьбе.
- 1993 — Оливия Кук, британская актриса.
- 1995 — Тимоти Шаламе, американский актёр.
- 1997 — Вачиравит Чиваари, тайский актёр.

## Скончались

### До XIX века
- 1585 — Пьер де Ронсар (р. 1524), французский поэт, глава школы «Плеяда» («Оды», «Гимны»).
- 1743 — Гиацинт Риго (р. 1659), французский живописец-портретист.
- 1789 — Никита Демидов (р. 1724), русский промышленник, меценат, владелец Тагильских заводов.

### XIX век
- 1825 — Михаил Милорадович (р. 1771), российский генерал, участник войн с Наполеоном, градоначальник Санкт-Петербурга.
- 1834 — Чарльз Лэм (р. 1775), английский поэт, публицист и литературный критик, мастер эссе.
- 1881 — Карл Брандт (р. 1828), выдающийся немецкий театральный машинист.
- 1892 — Аксель Гадолин (р. 1828), финский и российский учёный в области артиллерийского оружия и обработки металла, минералог, кристаллограф.
- 1895 — архимандрит Никифор (в миру Алексей Михайлович Бажанов; р. 1832), русский священнослужитель и духовный писатель, автор Иллюстрированной полной популярной Библейской Энциклопедии.
- 1899 — Николай Бошняк (р. 1830), российский мореплаватель, исследователь Сахалина и Амура.

### XX век
- 1902 — Мария Якунчикова (р. 1870), русская художница.
- 1918 — Карл Шлехтер (р. 1874), австрийский шахматист.
- 1923 — Александр Гюстав Эйфель (р. 1832), французский инженер-строитель.
- 1924 — Лев Бакст (р. 1866), российский живописец, театральный художник.
- 1932 — Арвид Ярнефельт (р. 1861), финский писатель.
- 1934 — Сергей Реформатский (р. 1860), советский химик-органик, член-корреспондент АН СССР.
- 1936
  - Ханс фон Сект (р. 1866), немецкий генерал-полковник, участник Первой мировой войны.
  - Мехмет Акиф Эрсой (р. 1873), османский поэт и писатель, автор слов государственного гимна Турции.
- 1938 — Осип Мандельштам (р. 1891), русский поэт, переводчик и литературный критик.
- 1941 — Сергей Максимович (р. 1876), российский и советский учёный, изобретатель в области цветного кино и фотографии.
- 1942 — Уильям Джордж Морган (р. 1870), американский преподаватель, изобретатель волейбола.
- 1950 — Макс Бекман (р. 1884), немецкий художник, мастер портрета.
- 1953 — Юлиан Тувим (р. 1894), польский поэт.
- 1957 — Гвидо Де Джорджо (р. 1890), итальянский католический философ.
- 1959 — Альфонсо Рейес (р. 1889), мексиканский писатель, переводчик, журналист, юрист, дипломат.
- 1962 — Александр Топчиев (р. 1907), химик, создатель советской нефтехимии, вице-президент Академии Наук СССР (1958—1962).
- 1963 — Евдокия Турчанинова (р. 1870), театральная актриса, народная артистка СССР.
- 1974 — Владимир Фок (р. 1898), физик-теоретик, академик АН СССР, Герой Социалистического Труда.
- 1975 — Фридрих Вюрер[англ.] (р. 1900), австро-немецкий пианист и педагог.
- 1977 — Михаил Макаров (р. 1906), советский ортопед-травматолог, хирург-новатор.
- 1979 — Николай Ходатаев (р. 1892), русский советский художник-мультипликатор.
- 1987 — Николай Литвинов (р. 1907), режиссёр, народный артист РСФСР, один из организаторов радиовещания для детей.
- 1989 — Елизавета Чавдар (р. 1925), украинская оперная певица, педагог, народная артистка СССР.

### XXI век
- 2001 — Борис Рыбаков (р. 1908), советский и российский археолог, академик, Герой Социалистического Труда.
- 2002 — Джордж Рой Хилл (р. 1921), американский кинорежиссёр, обладатель «Оскара».
- 2007
  - погибла Беназир Бхутто (р. 1953), премьер-министр Пакистана (1988—1990, 1993—1996).
  - Ежи Кавалерович (р. 1922), польский кинорежиссёр.
  - Яан Кросс (р. 1920), советский и эстонский писатель.
- 2009 — Исаак Шварц (р. 1923), советский и российский композитор, народный артист России.
- 2016
  - Клод Жансак (р. 1927), французская комедийная актриса.
  - Кэрри Фишер (р. 1956), американская киноактриса.
- 2023
  - Гастон Глок (р. 1929), австрийский инженер и предприниматель, основатель фирмы Glock G.m.b.H.
  - Ли Сон Гюн (р. 1975), южнокорейский актёр, обладатель премии Гильдии киноактёров США.

## Народный календарь, приметы
- Филимонов день. Фирс.
- Каков Фирс, таков и февраль[6].
- В старину говорили: «Зима ночи урвала, дня притачала». «Печь топи — стужу гони».
- Выходят ехидны, кикиморы и жалятся у оконниц, а нетопыри ухают, белесоватые глазницы пучат[7].